# Hans-Peter Gies

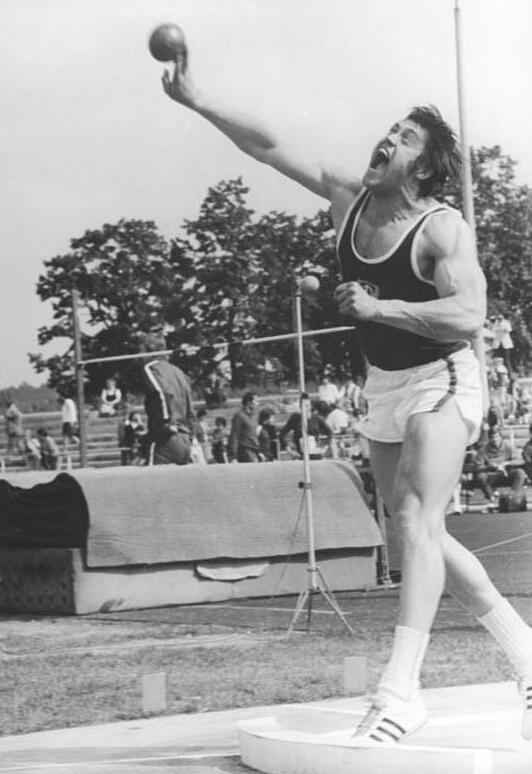
Hans-Peter Gies im Juni 1972

Hans-Peter Gies (* 9. Mai 1947 in Berlin) ist ein ehemaliger deutscher Leichtathlet und Olympiateilnehmer, der für die DDR startete.
Hans-Peter Gies war 1969, 1972 und 1976 DDR-Meister im Kugelstoßen. In diesen drei Jahren war er auch jeweils beim Saisonhöhepunkt dabei. Bei den Europameisterschaften 1969 gewann er die Bronzemedaille hinter Dieter Hoffmann und Heinz-Joachim Rothenburg, beide ebenfalls DDR. Bei den Olympischen Spielen 1972 belegte er Platz vier mit 21,14 m und lag damit nur um vier Zentimeter hinter dem Olympiasieger Władysław Komar aus Polen, die Bronzemedaille verpasste er bei gleicher Weite mit Hartmut Briesenick (DDR) wegen der geringeren Weite seines zweitbesten Versuchs. 1976 wurde Gies mit 20,47 m noch einmal Olympiafünfter.
1969 hatte Gies mit 20,64 m Europarekord gestoßen. Seine Bestweite von 21,31 m stieß er 1972.   
Hans-Peter Gies gehörte dem SC Dynamo Berlin an. Bei einer Körpergröße von 1,94 m betrug sein Wettkampfgewicht 105 kg. Gies’ linkes Bein war um 5 cm kürzer als das rechte, so dass er spezielle Einlagen verwenden musste. Gies verwendete die Stützstoßtechnik und galt als einer der besten Techniker seiner Zeit. Seine Bestleistung im Bankdrücken betrug laut eigenen Angaben 235 kg trotz langer Hebel. 
| Personendaten    | Personendaten                                |
| ---------------- | -------------------------------------------- |
| NAME             | Gies, Hans-Peter                             |
| KURZBESCHREIBUNG | deutscher Leichtathlet und Olympiateilnehmer |
| GEBURTSDATUM     | 9. Mai 1947                                  |
| GEBURTSORT       | Berlin                                       |